# سیان توماس
سیان توماس (انگلیسی: Sian Thomas؛ زادهٔ ۲۰ سپتامبر ۱۹۵۳) یک هنرپیشه اهل بریتانیا است.
از فیلم‌ها یا برنامه‌های تلویزیونی که وی در آن نقش داشته‌است می‌توان به هری پاتر و محفل ققنوس، قصه یک آدمکش و ونیتی فیر اشاره کرد.